# 杨舒予
杨舒予（2002年3月6日—），云南昆明人，中国女子篮球运动员，杨力维的妹妹。曾联同队友万济圆、王丽丽和张芷婷代表中国参加2020年夏季奥林匹克运动会女子三对三篮球比赛，获得铜牌，此后因其帅气外貌而在互联网上获得广泛瞩目，在中国等地的网络爆红，受到中国线上媒体的广泛报道。2023年亞洲盃女子籃球賽随中国代表团参加比赛并获得金牌。2022年杭州亚运会女子篮球赛随中国代表团参加比赛并再次获得金牌。
杨舒予在2023年5月成为普拉达品牌大使。